# Toneelhuis
Le Toneelhuis est une salle de spectacle et un lieu de création culturelle flamand de la ville d'Anvers créé en 1998 de la fusion de la Compagnie royale néerlandaise de théâtre (nl) et de la Compagnie Blauwe Maandag.

## Historique
La Toneelhuis est née de la volonté dans les années 1990 de proposer un lieu de travail et de représentation pour différents créateurs (théâtre, danse, musique, arts plastiques) de la scène flamande alors en pleine explosion.
Des artistes comme Sidi Larbi Cherkaoui, Wayn Traub, Peter Missotten, Abke Haring, Benjamin Verdonck et Lotte Van den Berg y sont en résidence.

## Liste des directeurs
- Luk Perceval de 1998 à 2005
- Josse De Pauw de 2005 à 2006
- Guy Cassiers, depuis 2006